# العلاقات الكويتية البوتانية
العلاقات الكويتية البوتانية هي العلاقات الثنائية التي تجمع بين الكويت وبوتان.

## مقارنة بين البلدين
هذه مقارنة عامة ومرجعية للدولتين:
| وجه المقارنة                                              | الكويت        | بوتان          |
| --------------------------------------------------------- | ------------- | -------------- |
| المساحة (كم2)                                             | 17.82 ألف     | 38.39 ألف      |
| عدد السكان (نسمة)                                         | 4.14 مليون    | 807.61 ألف     |
| الكثافة السكانية (ن./كم²)                                 | 232.32        | 21.04          |
| العاصمة                                                   | مدينة الكويت  | تيمفو          |
| اللغة الرسمية                                             | اللغة العربية | لغة دزونكا     |
| العملة                                                    | دينار كويتي   | نغولترم بوتاني |
| الناتج المحلي الإجمالي (بليون دولار)                      | 120.13 مليار  | 2.51 مليار     |
| الناتج المحلي الإجمالي (تعادل القوة الشرائية) بليون دولار | 290.53 مليار  | 6.49 مليار     |
| الناتج المحلي الإجمالي الاسمي للفرد دولار أمريكي          | 29.30 ألف     | 2.66 ألف       |
| الناتج المحلي الإجمالي للفرد دولار أمريكي                 | 73.25 ألف     | 7.82 ألف       |
| مؤشر التنمية البشرية                                      | 0.816         | 0.605          |
| رمز المكالمات الدولي                                      | +965          | +975           |
| رمز الإنترنت                                              | .kw           | .bt            |
| المنطقة الزمنية                                           | ت ع م+03:00   | ت ع م+06:00    |

## منظمات دولية مشتركة
يشترك البلدان في عضوية مجموعة من المنظمات الدولية، منها:
| علم المنظمة | اسم المنظمة                        | تاريخ انضمام الكويت | تاريخ انضمام بوتان |
| ----------- | ---------------------------------- | ------------------- | ------------------ |
|             | الاتحاد البريدي العالمي            | ?                   | ?                  |
|             | يونسكو                             | 18 نوفمبر 1960      | 13 أبريل 1982      |
|             | البنك الدولي للإنشاء والتعمير      | 13 سبتمبر 1962      | 28 سبتمبر 1981     |
|             | وكالة ضمان الاستثمار متعدد الأطراف | 12 أبريل 1988       | 21 أكتوبر 2014     |
|             | الاتحاد الدولي للاتصالات           | 14 أغسطس 1959       | 15 سبتمبر 1988     |
|             | مؤسسة التمويل الدولية              | 13 سبتمبر 1962      | 1 ديسمبر 2003      |
|             | منظمة الشرطة الجنائية الدولية      | ?                   | ?                  |
|             | الأمم المتحدة                      | 14 مايو 1963        | 21 سبتمبر 1971     |
|             | مؤسسة التنمية الدولية              | 13 سبتمبر 1962      | 28 سبتمبر 1981     |
|             | منظمة حظر الأسلحة الكيميائية       | ?                   | ?                  |

## وصلات خارجية
- موقع وزارة الخارجية الكويتية
- موقع وزارة الخارجية البوتانية